# Maria Dorotea de Bragança
Maria Francesca Dorotea de Bragança (Lisboa, 21 de setembre de 1739-14 de gener de 1771) va ser una infanta de Portugal.

## Orígens
Nascuda a Lisboa el 1739, va ser la tercera filla del rei Josep I de Portugal i de la seva muller, Maria Anna Victòria de Borbó. Va ser batejada el 14 de desembre de 1739 pel patriarca de Lisboa Tomás de Almeida a la catedral de la ciutat. En van ser padrins l'emperador Carles VI i Dorotea Sofia del Palatinat-Neuburg, duquessa vídua de Parma, representats per l'infant Pere.

## Propostes de matrimoni
Al llarg de la seva vida va ser proposada per casar-se amb diferents nobles i monarques europeus. Primer es va proposar el seu matrimoni amb Lluís Felip II, duc d'Orleans, però la infanta va refusar casar-s'hi. Més tard hi hagué la idea de casar-la amb l'emperador Josep II, i després amb els reis Ferran VI i Carles III d'Espanya, però la infanta va romandre sempre soltera.

## Mort
Va morir encara molt jove, als 31 anys, el 24 de gener de 1771. Per la seva mort, a Portugal es van declarar 8 dies de dol. Les seves restes van ser enterrades al Panteó dels Bragança del monestir de Sant Vicenç de Fora.